# Hungarian International 2001
Die Hungarian International 2001 fanden vom 1. bis zum 4. November 2001 in Budapest statt. Es war die 26. Auflage dieser internationalen Meisterschaften im Badminton von Ungarn.

## Sieger und Platzierte
| Disziplin    | Gold                          | Silber                          | Bronze                                   |
| ------------ | ----------------------------- | ------------------------------- | ---------------------------------------- |
| Herreneinzel | Jonas Lyduch                  | Bobby Milroy                    | Andrej Pohar                             |
| Herreneinzel | Jonas Lyduch                  | Bobby Milroy                    | Ruud Kuijten                             |
| Dameneinzel  | Petya Nedelcheva              | Maja Pohar                      | Elin Bergblom                            |
| Dameneinzel  | Petya Nedelcheva              | Maja Pohar                      | Katja Wengberg                           |
| Herrendoppel | Johan Holm Joakim Andersson   | Konstantin Dobrev Georgi Petrov | Daniel Glaser Gustav Ihrlund             |
| Herrendoppel | Johan Holm Joakim Andersson   | Konstantin Dobrev Georgi Petrov | Stewart Carson Dean Potgieter            |
| Damendoppel  | Elin Bergblom Johanna Persson | Krisztina Ádám Csilla Fórián    | Sara Persson Katja Wengberg              |
| Damendoppel  | Elin Bergblom Johanna Persson | Krisztina Ádám Csilla Fórián    | Kvetoslava Orlovská Gabriela Zabavníková |
| Mixed        | Andrej Pohar Maja Pohar       | Daniel Glaser Johanna Persson   | Pawel Lenkiewicz Paulina Matusewicz      |
| Mixed        | Andrej Pohar Maja Pohar       | Daniel Glaser Johanna Persson   | Jiří Skočdopole Hana Procházková         |

## Finalergebnisse
| Disziplin    | Sieger                        | Finalist                        | Ergebnis           |
| ------------ | ----------------------------- | ------------------------------- | ------------------ |
| Herreneinzel | Jonas Lyduch                  | Bobby Milroy                    | 8–7, 7–4, 6–8, –   |
| Dameneinzel  | Petya Nedelcheva              | Maja Pohar                      | 7–1, 5–7, 7–5, –   |
| Herrendoppel | Johan Holm Joakim Andersson   | Konstantin Dobrev Georgi Petrov | 8–7, 7–3, 7–5      |
| Damendoppel  | Elin Bergblom Johanna Persson | Krisztina Ádám Csilla Fórián    | 3–7, 7–2, 7–0, 7–3 |
| Mixed        | Andrej Pohar Maja Pohar       | Daniel Glaser Johanna Persson   | 7–5, 7–1, 7–1      |